# 梅斯地区县
梅斯地区县（法語：canton du Pays messin）是法国摩泽尔省的一个县（省级选区），中央投票站位于库尔塞勒绍西。该县涵盖49个市镇。